# Curcuma wallichii
Curcuma wallichii là một loài thực vật có hoa trong họ Gừng. Loài này được M. Atiqur Rahman và M. Yusuf mô tả khoa học đầu tiên năm 2012. Mẫu định danh: M. Yusuf et M.A. Rahman 813; thu thập ngày 16 tháng 7 năm 1993 tại rừng Lawachara, Srimangal, huyện Moulvibazar, phân khu Sylhet, đông bắc Bangladesh.

## Từ nguyên
Loài này được đặt tên để vinh danh Nathaniel Wallich, giám quản Bảo tàng của Công ty Đông Ấn tại Calcutta, người đã thu thập và đặt tên cho một lượng lớn các loài thực vật của tiểu lục địa Ấn Độ, bao gồm cả khu vực ngày nay là Bangladesh.

## Phân bố
Loài này có tại Sylhet, Bangladesh. Môi trường sống là các rừng mưa với bóng râm một phần.

## Mô tả
Thân rễ ruột màu vàng nhạt. Các búi lá dài 1,0 m; gốc bẹ màu xanh lục. Lá 6-7, tỏa rộng, phiến hình elip, đỉnh nhọn thon, 66-70 × 21–24 cm, nhẵn nhụi, màu xanh lục; cuống lá dài 8–14 cm. Cành hoa bông thóc trung tâm của các búi lá, 18-20 × 8 cm; lá bắc sinh sản tới 24, màu lục nhạt với ánh hồng ở đỉnh rộng hơn, mỗi lá bắc có 4-6 nụ hoa; lá bắc mào tới 11, lớn, màu hồng ánh tía, có lông, hình elip-thuôn dài, tù, dài ~8 cm; lá bắc con hình trứng, gập nếp, ~3 × 1,8 cm, màu trắng, đỉnh thưa lông trên gân chính. Hoa hơi thò ra ở các lá bắc phía dưới và không thò ra ở các lá bắc trên. Ống tràng hoa dài ~3,2 cm, màu vàng nhạt; các thùy màu trắng, nhẵn nhụi, thùy lưng có nắp ở đỉnh. Nhị lép bên thuôn dài lệch, ~16 × 9 mm, màu vàng nhạt; cánh môi hình trứng ngược rộng, 3 thùy, đỉnh có khía răng cưa, màu vàng với dải giữa màu vàng sẫm; chỉ nhị ~3,5 × 3,8 mm; bao phấn dài ~4 mm với 2 cựa ở đáy dài 3 mm. Bầu nhụy màu trắng, có lông, 4,5 × 3,5 mm; các tuyến trên bầu màu vàng, dài 4-4,5 mm. Ra hoa tháng 7.
Nó gần với C. longa như hoa không thò ra, màu sắc khác biệt của các lá bắc sinh sản và lá bắc mào và bao phấn có cựa, nhưng khác ở chỗ lá bắc mào màu hồng ánh tía, lá bắc sinh sản màu lục nhạt, nhị lép dài hơn màu vàng nhạt và bầu nhụy có lông.